# Município (Brasilien)

Unterteilung Brasiliens in Municípios und den Bundesdistrikt (Distrito Federal). Es gibt eine hohe Dichte an Municípios an der Küste, insbesondere im Südosten, Süden und Nordosten.

Ein Município (Brasilien)port. (dt.: Munizip, vgl. mit Gemeinde oder Kommune) ist eine territoriale Abgrenzung, die mit Rechtspersönlichkeit und einer gewissen Verwaltungsautonomie ausgestattet ist und die kleinste autonome Einheit der Föderativen Republik Brasilien darstellt. Sein Kennzeichen ist nach den Verfassungen Brasiliens seit dem Kaiserreich das Selbstverwaltungsrecht.
Der Sitz des Munizips wird als Stadt (cidade) eingestuft und trägt denselben Namen. Jedes Município hat sein eigenes Organgesetz, das seine politische Organisation festlegt, aber durch die Bundesverfassung eingeschränkt ist.
Die Munizipien haben nur die Exekutivgewalt, die vom Bürgermeister (portugiesisch: prefeito) ausgeübt wird, und die Legislativgewalt, die im Stadtrat (portugiesisch: Câmara municipal) angesiedelt ist. Die Câmara Municipal besteht aus 9–55 Vereadores (Ratsmitglieder) abhängig von der Bevölkerungsgröße, denen ein Presidente da Câmara vorsteht.
Die Justiz ist in Form von Bezirken (comarcas) organisiert, die mehrere Municípios (wie der Bezirk Osasco im Bundesstaat São Paulo, der die Municípios Barueri, Carapicuíba, Jandira, Osasco und Santana de Parnaíba umfasst) oder ein einziges Município (wie der Bezirk der Hauptstadt des Bundesstaats São Paulo (Municipio de São Paulo)) umfassen können. Daher gibt es nicht für jedes Munizip einen eigenen Gerichtsbezirk. Es kann vorkommen, dass ein Bezirk ein einziges Munizip hat, aber das wäre ein reiner Zufall.
Municípios sind juristische Personen (pessoa jurídica) des öffentlichen Rechts (direito público) mit politischer, administrativer und finanzieller Autonomie, die in der brasilianischen Verfassung von 1988 verankert ist. In dieser Verfassung ist auch festgelegt, welche Steuern (tributos) von den Municípios erhoben werden können und wie hoch ihr Anteil an den von Bund und Ländern erhobenen Steuern ist. Die örtliche Bevölkerung kann in Volksabstimmungen ihre Organisation in Municípios fordern, deren Gebiet vollständig im selben Bundesstaat liegen muss.
Derzeit gibt es landesweit 5.571 Municípios (rechtlich gesehen sind es 5.569 Municípios, da das IBGE zwei weitere Einheiten für statistische Zwecke als „Municípios“ zählt: Brasília, die Bundeshauptstadt, als Stadt, die mit dem Distrito Federal flächengleich ist, und Fernando de Noronha, ein Bundesdistrikt von Pernambuco). Der Bundesstaat mit den wenigsten Munizipien ist Roraima mit nur fünfzehn Municípios, während Minas Gerais mit 853 Municípios die meisten Municípios hat. Es gibt Vorschläge, die Zahl der Munizipien durch die Abschaffung von Munizipien mit weniger als 5.000 Einwohnern und geringen Einnahmen zu verringern. Während andere Ortschaften die Emanzipation zu Municípios anstreben, ist die Schaffung neuer Municípios seit 1996 ausgesetzt, bis ein Bundesgesetz zur Umsetzung des Verfassungszusatzes EC 15/1996 (Emenda Constitucional no. 15, de 1996) verabschiedet wird.

## Besonderheiten
Obwohl die brasilianische Bevölkerung das Município fälschlicherweise mit dem Begriff der Stadt (cidade) in Verbindung bringt, ist das Município nicht gleichbedeutend mit Cidade. Letztere ist nur der Hauptsitz des Municípios. Artikel 3 des Gesetzesdekrets (Decreto-Lei) Nr. 311 vom 2. März 1938 besagt, dass der Sitz des Munizips den Rang einer Stadt hat und gibt ihr ihren Namen. Artikel 4 besagt, dass der Bezirk mit dem Namen seines Sitzes bezeichnet wird, der bis zu seiner Erhebung zur Stadt den Rang eines Dorfes hatte.
Fünfzehn Municípios haben mehr als 1 Million Einwohner, von denen nur zwei keine Landeshauptstädte sind. Innerhalb dieser Liste gibt es einige, deren Einwohnerzahl mehrere Länder der Welt übersteigt, wie São Paulo, die bevölkerungsreichste Stadt Brasiliens mit mehr als 12 Millionen Einwohnern, während andere weniger als 5.000 Einwohner haben. Es gibt auch Municípios, die flächenmäßig größer sind als mehrere Länder der Welt (Altamira, das flächenmäßig größte Município in Pará, ist fast doppelt so groß wie Portugal), und andere mit weniger als zehn Quadratkilometern, wie Santa Cruz de Minas in Minas Gerais, das kleinste Munizip des Landes mit nur 3,565 Quadratkilometern Fläche. Sie können auch aus nicht zusammenhängenden Gebieten bestehen, wie Mineiros und Sítio d'Abadia in Goiás und Senador José Porfírio in Pará.
Insgesamt hat das Land 122 Grenzmunizipien (zehn davon mit zwei Grenzen) und 279 Küstenmunizipien, von denen nur zwei (Oiapoque und Santa Vitória do Palmar) über beide verfügen. Darüber hinaus gibt es in 96 Municípios Stichwahlen. Was die imaginären Linien betrifft, so gibt es 18 Munizipien, die vom Äquator gekreuzt werden, von denen sechs in Amazonas und Pará (je 33,33 %), vier in Amapá (22,22 %) und zwei in Roraima (11,11 %) liegen. Von diesen 18 Municípios ist nur eine Hauptstadt erfasst (Macapá – 5,56 % der Gesamtfläche). Der Wendekreis des Steinbocks durchquert 61 Municípios, von denen 5 (8,2 %) in Mato Grosso do Sul, 31 (50,82 %) in Paraná und 25 (40,98 %) in São Paulo liegen, wo nur eine Hauptstadt erfasst ist (São Paulo – 1,64 % der Gesamtzahl).

### Aussterben der kleinen Municípios
Der Vorschlag zur Abschaffung kleiner Municípios war eine Gesetzesinitiative, die dem Nationalkongress (Congresso Nacional) vorgelegt wurde, um kleine Municípios und Bezirke im ganzen Land zu beseitigen und neu zu organisieren. Sie war Teil des von Präsident Jair Bolsonaro und Wirtschaftsminister Paulo Guedes vorgeschlagenen Plans Mehr Brasilien (Plano Mais Brasil) und wurde im November 2019 in einen Verfassungsänderungsvorschlag (Proposta de Emenda à Constituição n° 188, de 2019 des Pacto Federativo (PEC 188/2019)) aufgenommen. Der Vorschlag legte Kriterien für die finanzielle Tragfähigkeit bei der Gründung und Auflösung von Municípios fest und setzte eine Frist bis zum 30. Juni 2023 für Municípios mit bis zu 5.000 Einwohnern, um ihre finanzielle Tragfähigkeit nachzuweisen. Sollte dies nicht der Fall sein, würden sie ab dem 1. Januar 2025 in benachbarte Municípios eingegliedert werden. Die Maßnahme würde eine beträchtliche Anzahl von Municípios betreffen, wobei es unterschiedliche Studien über die Gesamtzahl der betroffenen Städte gibt. Der Vorschlag sah die Fusion von Municípios mit weniger als 5.000 Einwohnern vor, die von föderalen Transfers abhängig sind, was zum Aussterben politischer und kommunaler Positionen führen würde. Mit dieser Maßnahme sollte das Problem der geringen Steuereinnahmen in diesen Municípios gelöst werden.

## Municípios nach Bundesstaat
Nachstehend sind die Listen aller brasilianischen Municípios nach Bundesstaaten in alphabetischer Reihenfolge sowie der ungefähre prozentuale Anteil an der Gesamtzahl gemäß der Liste des Brasilianischen Instituts für Geografie und Statistik (IBGE) aufgeführt:
| - Liste der Municípios in Acre (AC) – 22 (0,40 %) - Liste der Municípios in Alagoas (AL) – 102 (1,83 %) - Liste der Municípios in Amapá (AP) – 16 (0,29 %) - Liste der Municípios in Amazonas (AM) – 62 (1,11 %) - Liste der Municípios in Bahia (BA) – 417 (7,49 %) - Liste der Municípios in Ceará (CE) – 184 (3,30 %) - Liste der Municípios in Espírito Santo (ES) – 78 (1,40 %) - Liste der Municípios in Goiás (GO) – 246 (4,42 %) - Liste der Municípios in Maranhão (MA) – 217 (3,90 %) - Liste der Municípios in Mato Grosso (MS) – 79 (1,42 %) - Liste der Municípios in Mato Grosso do Sul (MG) – 853 (15,32 %) - Liste der Municípios in Minas Gerais (MT) – 142 (2,55 %) - Liste der Municípios in Pará (PA) – 144 (2,59 %) | - Liste der Municípios in Paraíba (PB) – 223 (4 %) - Liste der Municípios in Paraná (PR) – 399 (7,16 %) - Liste der Municípios in Pernambuco (PE) – 185 (3,32 %) - Liste der Municípios in Piauí (PI) – 224 (4,02 %) - Liste der Municípios in Rio de Janeiro (RJ) – 92 (1,65 %) - Liste der Municípios in Rio Grande do Norte (RN) – 167 (3 %) - Liste der Municípios in Rio Grande do Sul (RS) – 497 (8,92 %) - Liste der Municípios in Rondônia (RO) – 52 (0,93 %) - Liste der Municípios in Roraima (RR) – 15 (0,27 %) - Liste der Municípios in Santa Catarina (SC) – 295 (5,3 %) - Liste der Municípios in São Paulo (SP) – 645 (11,58 %) - Liste der Municípios in Sergipe (SE) – 75 (1,35 %) - Liste der Municípios in Tocantins (TO) – 139 (2,5 %) |